# Hisarya (obchtina)
Khisarya (bulgare : Хисаря) est une obchtina de l'oblast de Plovdiv en Bulgarie.